# 前田正昭
前田 正昭（まえだ まさあき、1920年（大正9年）1月22日 - 2008年（平成20年）9月8日）は、昭和期の華族（男爵）。別名直昭。

## 経歴
前田土佐守家第12代当主前田政雄の子として生まれる。1943年5月1日、祖父の死去に伴い男爵を襲爵した。
日本大学旧工学部機械科を卒業し日本曹達に入った。その後、前田土佐守家が所蔵する文化財を金沢市に寄付し前田土佐守家資料館設立に寄与した。また、2002年から2006年まで同館初代館長を務めた。

## 親族
- 妻：孝子
- 子：直大